# Münsterland Giro 2007
Il Münsterland Giro 2007, seconda edizione della corsa, valido come evento dell'UCI Europe Tour 2007 categoria 1.1, si svolse il 3 ottobre 2007 su un percorso di 209,2 km. Fu vinto dall'olandese Jos van Emden, che giunse al traguardo con il tempo di 4h 41' 17" alla media di 44,635 km/h.

## Ordine d'arrivo (Top 10)
| Pos. | Corridore        | Squadra       | Tempo    |
| ---- | ---------------- | ------------- | -------- |
| 1    | Jos van Emden    | Rabobank Con. | 4h41'17" |
| 2    | Gerald Ciolek    | T-Mobile Team | s.t.     |
| 3    | Stefan van Dijk  | Wiesenhof     | s.t.     |
| 4    | Marcel Sieberg   | Team Milram   | s.t.     |
| 5    | Steffen Radochla | Wiesenhof     | s.t.     |
| 6    | Robert Förster   | Gerolsteiner  | s.t.     |
| 7    | Gerrit Glomser   | Volksbank     | s.t.     |
| 8    | Dominic Klemme   | 3C-Lamonta    | s.t.     |
| 9    | Luke Roberts     | Team CSC      | s.t.     |
| 10   | André Steensen   | Glud & Mars.  | s.t.     |